# San Antonio (Veraguas)
Sant Antonio és un corregiment del districte d'Atalaya a la província de Veraguas, Panamà. El 2010 tenia una població de 2.966 habitants, mentre que el 2023 la població censada és de 7.115 habitants, dels quals 3.489 són homes i 3.626 dones.
Dels 7.115 habitants el 2023, un 23,1% eren afrodescendents.
Aquest va ser creat per la Llei 58 del 29 de juliol de 1998, a causa de la Declaració d'Inconstitucionalitat de la Llei 1 de 1982.